# Dorrit von Fieandt
Dorrit Margareta von Fieandt, född Flinkenberg 5 november 1927 i Helsingfors, död där 14 augusti 2021, var en finländsk keramiker och författare. 
Dorrit von Fieandt studerade textil och keramik vid Konstindustriella läroverket i Helsingfors. Hon hade en egen ateljé 1949–1954 och 1965–1986 och arbetade också som gästande konstnär på Arabias konstavdelning 1986–1998. Hennes mest kända verk är jaktservis kallad Hubertus. Hon hade ett tjugotal privatutställningar både i Finland och utomlands.
von Fieandt skrev en romantrilogi som utkom åren 2000–2004, som handlar om familjerna Graenath, Fernberg och Crichton, som tillhör den finlandssvenska överklassen. Böckerna utspelar sig under åren 1925–1945.  
Dorrit von Fieandt tilldelades Pro Finlandia-medaljen 1993.